# Václav I. Opavský
Václav I. Opavský (1362 – asi 1381) byl synem Mikuláše II. Opavského z jeho manželství s Jitkou Nemodlínskou a opavským knížetem v letech 1377–1381.

## Život
Václav I. byl Mikulášovým třetím synem a protože jeho otec zemřel v roce 1365, byl společně s nejmladším bratrem Přemyslem v opatrovnictví matky a starších bratří Jana I. a Mikuláše III. V roce 1377 si Václav a Přemysl výrokem rozhodčí komise rozdělili jihovýchodní část země s městem Opavou, hrady Landekem a sídelním Hradcem Opavským. Bratři spolu vycházeli bez větších komplikací. V letech 1377–1378 se účastnil cesty císaře Karla IV. do Francie a měl tak příležitost poznat francouzský dvůr a slavnosti uskutečněné na počest císaře a jeho syna. Zemřel krátce po návratu a po jeho smrti přešla práva na majetek na bratra Přemysla.